# Roberto Tierz
Roberto Tierz   (Córdoba, 1958) és un músic i empresari argentí.

## Biografia
Fill d'exiliats republicans, va arribar a Barcelona l'any 1970. A finals de la dècada, fou membre de la primera etapa de Los Rebeldes, i el 1982 va fundar la sala Sidecar amb tres socis més sobre el que havia estat una barra americana (vegeu casa Oleguer Juncosa). El 2024 es va jubilar i va traspassar el local, reobert pels nous propietaris com a Club Sauvage.
Entre 2000 i 2014 va presidir l'Associació d'Amics i Comerciants de la Plaça Reial.

## Premis i distincions
A banda de diversos premis rebuts per la sala Sidecar, entre d'altres: Premi Altaveu, Premi ARC, Premi Time Out, el 2017 va rebre a títol personal la Medalla d'Honor de Barcelona, atorgada per l'Ajuntament de la ciutat.